# Himalaphantes
Genre
Himalaphantes est un genre d'araignées aranéomorphes de la famille des Linyphiidae.

## Distribution
Les espèces de ce genre se rencontrent en Asie.

## Liste des espèces
Selon World Spider Catalog (version 24, 27/01/2023) :
- Himalaphantes aduncus Irfan, Zhang & Peng, 2022
- Himalaphantes arcuatus Zhang, Liu, Irfan & Peng, 2022
- Himalaphantes auriculus Irfan, Zhang & Peng, 2022
- Himalaphantes azumiensis (Oi, 1979)
- Himalaphantes fugongensis Irfan, Zhang & Peng, 2022
- Himalaphantes grandiculus (Tanasevitch, 1987)
- Himalaphantes gyratus Irfan, Zhang & Peng, 2022
- Himalaphantes lingulatus Zhang, Liu, Irfan & Peng, 2022
- Himalaphantes magnus (Tanasevitch, 1987)
- Himalaphantes martensi (Thaler, 1987)
- Himalaphantes pseudoaduncus Irfan, Zhang & Peng, 2022
- Himalaphantes pulae Irfan, Zhang & Peng, 2022
- Himalaphantes uncatus Zhang, Liu, Irfan & Peng, 2022
- Himalaphantes zhangmuensis (Hu, 2001)

## Systématique et taxinomie
Ce genre a été décrit par Tanasevitch en 1992 dans les Linyphiidae.

## Publication originale
- Tanasevitch, 1992 : « New genera and species of the tribe Lepthyphantini (Aranei Linyphiidae Micronetinae) from Asia (with some nomenclatorial notes on linyphiids). » Arthropoda Selecta, vol. 1, no 1, p. 39-50 (texte intégral).